# Messier 2
Messier 2, M2 oziroma NGC 7089  je kroglasta zvezdna kopica v ozvezdju Vodnarja. Leži 5° severno od zvezde Beta Vodnarja. Je ena največjih znanih kroglastih kopic, odkril pa jo je Jean-Dominique Maraldi leta 1746.

## Odkritje
Maraldi jo je odkril leta 1746, ko je opazoval komet skupaj z Jacquesom Cassinijem. M2 je pod popolnoma temnim nebom in v izjemnih razmerah ravno še vidna s prostim očesom. V binokularju ali manjšem daljnogledu se jo prepozna kot nezvezdno telo, medtem ko jo večji daljngledii delno razdrobijo na posamezne zvezde, med katerimi so najsvetlejše 13. magnitude.

## Značilnosti
Kopica je približno 37.500 svetlobnih let oddaljena od Zemlje in ima 175 sv. l. v premeru, torej je ena največjih znanih kroglastih kopic. Je bogata z zvezdami, zgoščena in precej eliptična. Je 13 milijard let stara in je ena od starejših kroglastih kopic v krajevni Galaksiji. V njej je približno 150.000 zvezd, med katerimi je 21 znanih spremenljivk. Najsvetlejše so rumene in rdeče orjakinje. Najpogostejši spektralni tip je F4.